# إدي كونولي
إدي كونولي (18 نوفمبر 1876 بسانت جون في كندا - 1936) هو ملاكم كندي، صنّف ضمن فئة وزن الويلتر ووزن الريشة ‏ ووزن الخفيف.

## إحصائيات
خاض خلال مسيرته 70 نزالا، فاز في 28 وتعادل في 19 وخسر في 23. فاز بالضربة القاضية في 15 نزالا.

## روابط خارجية
- إدي كونولي على موقع بوكس ريك (الإنجليزية) (registration required)